# M'Sara
M'Sara (în arabă أمصارة) este o comună din provincia Khenchela, Algeria.
Populația comunei este de 4.104 locuitori (2008).